# Geoffrey Robertson
Geoffrey Ronald Robertson, né le 30 septembre 1946 à Sydney en Nouvelle-Galles du Sud, est un avocat (il a le titre de Conseil de la Reine ou QC en abrégé), spécialiste des droits de l'homme, universitaire, auteur et animateur. Il a la double nationalité australienne et britannique.
Avocat, il a fait campagne pour des droits de l'homme à travers le monde. Il a poursuivi des chefs d'État et défendus des hommes condamnés à mort; en plus, il a défendu Salman Rushdie et Johnny Rotten et aussi des militants de l'IRA. Il a plaidé dans des cas de libertés civiles devant la Cour européenne des droits de l'homme et devant d'autres cours. Il a siégé à la cour spéciale de l'ONU pour le Sierra Leone jusqu'en 2007.

## Œuvres
- The Case of the Pope: Vatican Accountability for Human Rights Abuse, Penguin, 2010,  (ISBN 978-0-241-95384-6)
- The Statute of Liberty, Vintage Books Australia, mars 2009,  (ISBN 9781741666823)
- Media Law (avec Andrew Nicol QC), Sweet and Maxwell, 5e édition, 2008
- The Tyrannicide Brief, Chatto & Windus, 2005
- Crimes Against Humanity — The Struggle for Global Justice, Alan Lane, 1999; revised 2002 (Penguin paperback) and 2006
- The Justice Game, 1998 Chatto; Viking edition 1999
- Freedom the Individual and the Law, Penguin, 1993 (7e éd.)
- Geoffrey Robertson's Hypotheticals — A New Collection, ABC, 1991
- Does Dracula Have Aids?, Angus and Robertson, 1987
- Geoffrey Robertson's Hypotheticals, Angus and Robertson, 1986
- People Against the Press, Quartet, 1983
- Obscenity, Wiedenfeld and Nicolson, 1979
- Reluctant Judas, Temple-Smith, 1976